# Jagoda Marović Sinti
Jagoda Marović-Sinti (Mravince, 1937.) je hrvatska slikarica i pjesnikinja. U slikarstvu tonskom modelacijom oblikuje biljne motive, dajući im dekorativan karakter. Održala je trinaest samostalnih izložbi. Sudjelovala je i na dvadeset i četirima domaćim i međunarodnim skupnim izložbama. Piše lirsku poeziju bogatu mediteranskim i zavičajnim motivima.          Živi i radi u Zagrebu.

## Životopis
Maturirala je na Klasičnoj gimnaziji u Splitu. Diplomirala biologiju na Prirodoslovno-matematičkom fakultetu u Zagrebu, stekavši zvanje inženjera biologije.
Završila je postdiplomski studij Oblikovanje parkova i pejsaža, čime stječe zvanje vrtno pejsažne arhitektice.
Od 1973. godine je član Udruženja likovnih umjetnika primijenjenih umjetnosti Hrvatske. Član je zadruge likovnih umjetnika i Društva povjesničara umjetnosti Hrvatske (DPUH).
Pjesme je objavljivala u Oku, Forumu, Mogućnostima, Modroj lasti, Danici, Hrvatskoj reviji, časopisu More i u manjim lokalnim listovima. Godine 2018. njena zbirka poezije objavljena je u Češkoj pod nazivom Hlubice (golubica).

## Djela
- Strništa 2001. - Književni krug Split
- Pređa srca 2004. - Nova stvarnost Zagreb
- Kad bi postao cedar 2008. -  Nova stvarnost Zagreb
- Obraćanje 2008. - UPT Đakovo
- Brazde 2011. - Nova stvarnost Zagreb
- Prosuta ogrlica 2012. -Književni krug Split
- Jesmo Izrael 2012. - Naklada Bošković Split
- Plima i oseka 2015. - Književni krug Split
- Kao maslina 2015. - Naklada Bošković Split